# Albin Lermusiaux
Albin Georges Lermusiaux (* 9. April 1874 in Noisy-le-Sec; † 20. Januar 1940 in Maisons-Laffitte) war ein französischer Leichtathlet und Sportschütze.

## Sportliche Laufbahn
Lermusiaux startete bei den Olympischen Spielen 1896 in Athen in drei Leichtathletikdisziplinen und einem Schießwettbewerb. Über 800 Meter erreichte er im Vorlauf eine Zeit von 2:16,6 min. Mit dieser Zeit qualifizierte er sich für das Finale, nahm aber nicht teil.
Im Finale (dem einzig ausgeführten Rennen) des 1500-Meter-Laufs führte Lermusiaux lange Zeit, wurde jedoch hinter dem Australier Edwin Flack und den US-Amerikaner Arthur Blake Dritter.
Seine genaue Platzierung im Militärgewehrschießen über 200 Meter ist nicht bekannt, sondern nur, dass er von 42 Teilnehmern einen Platz unter den ersten dreizehn erreichte.
Im Marathonlauf führte Lermusiaux als Favorit 32 Kilometer lang das Feld an, gab allerdings bei diesem Kilometerstand auf.